# نادي الهاشمية الرياضي
نادي الهاشمية الرياضي هو نادي كرة قدم أردني مقره في الهاشمية، في الزرقاء. ويتنافس حالياً في دوري الدرجة الأولى الأردني، وهو المستوى الثاني لكرة القدم الأردنية .

## تاريخه

### خلفية
يلاحظ أن الأندية في محافظة الزرقاء شهدت تراجع بطيئ في الرياضة، حيث شوهدت الأندية تتنافس على مستويات منخفضة مثل دوري الدرجة الثالثة الأردني. ومع ذلك، فقد تغير هذا المفهوم بفضل مبادرات مثل بطولات كرة القدم الخماسية التي ستشارك فيها الهاشمية إلى جانب مناطق أخرى داخل الزرقاء، مثل بطولات 2023 و2024.
يستضيف نادي الهاشمية العديد من الألعاب الرياضية، بما في ذلك كرة القدم، والجودو، وكرة الريشة والتنس. وكان محمد عوض الزيود رئيس سابق للنادي.

### حريق المقر
وفي يناير/كانون الثاني 2014، وجد نادي الهاشمية نفسه ضحية لحريق دمر معظم مرافق النادي في ذلك الوقت.

### النجاح الأخير
كان الهاشمية قريبًا من الصعود إلى الدوري الأردني للمحترفين لأول مرة كنادي في دوري الدرجة الأولى الأردني 2022. ومع ذلك فقد فشلوا في الصعود بصعوبة، حيث أنهوا الموسم برصيد 29 نقطة.

## روابط خارجية
- نادي الهاشمية - Soccerway
- نادي الهاشمية - الاتحاد الأردنيلكرة القدم
- نادي الهاشمية - كوورة